# Bibliothèque Saint-Sulpice
La bibliothèque Saint-Sulpice est un édifice situé au 1700 rue Saint-Denis à Montréal. Construit en 1914, il a été classé monument historique en 1988. 
La bibliothèque a été conçue et fondée par les Sulpiciens en 1915. La bibliothèque est ouverte au public le 12 septembre 1915. Elle poursuit l’Œuvre des Bons Livres créée en 1843. L’Œuvre des Bons Livres est considérée comme la première bibliothèque française de Montréal. Elle reprend le nom et s'inspire de l'Oeuvre des Bons Livres de Bordeaux. Elle était installée au numéro 8, Place d’Armes dans l’ancienne chapelle des Morts attenante au cimetière. Son premier fonds était constitué de 2400 volumes. La bibliothèque est fermée en 2004, moment où l'on transfère ses collections à la Grande Bibliothèque.
La collection de départ de la bibliothèque Saint-Sulpice est constituée en partie à partir d'ancienne bibliothèque comme celles de la bibliothèque du Cercle Ville-Marie, du Cabinet de lecture paroissial et de l’Oeuvre des bons livres. La collection profite aussi des œuvres détenues par les sulpiciens et d'autres congrégations religieuses,.

## Histoire

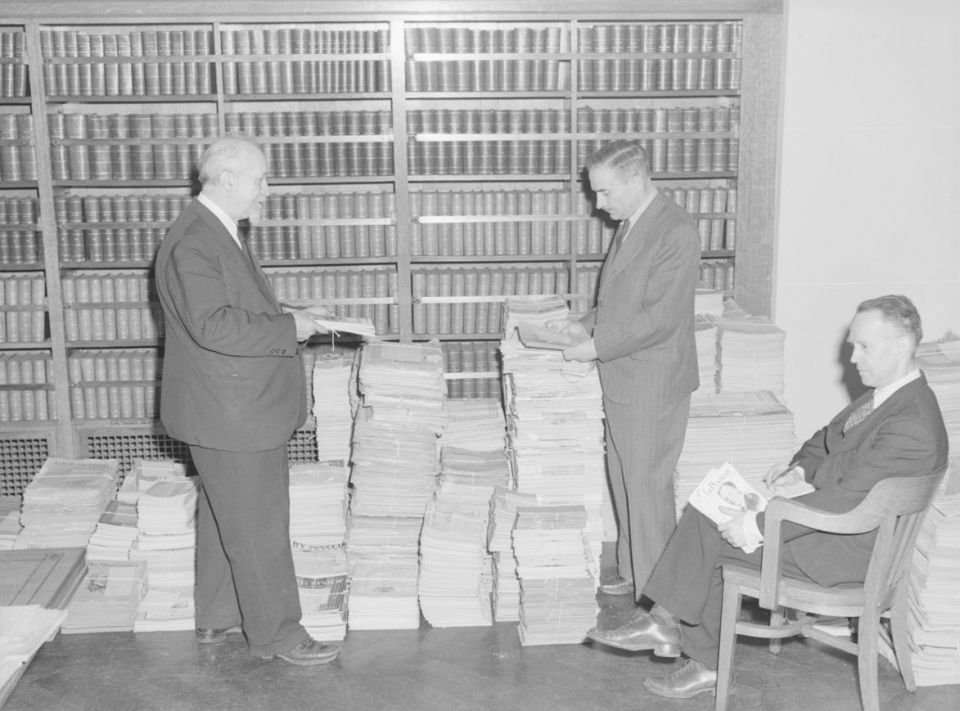
Trois hommes examinant des piles de périodiques dans la bibliothèque Saint-Sulpice en 1943

Le 1er avril 1911, un concours d'architecture est ouvert. Onze propositions sont présentées et c'est celle de l'architecte Eugène Payette qui est retenue. Cet édifice de style Beaux-Arts est dessiné en 1912 par Eugène Payette (qui a dessiné également la bibliothèque centrale de Montréal) à la demande des sulpiciens pour servir aux chercheurs universitaires, aux étudiants et au public en général. On doit sa vitalité à des bibliothécaires tels Ægidius Fauteux et Olivier Maurault. 
En 1914, à la demande de Fauteux, Guido Nincheri illustre l'ex-libris de la bibliothèque. Représentant deux tours, seul vestiges du fort érigés par les sulpiciens aux XVIIe siècle, on y remarque deux dates . La première, 1684, correspond à l'établissement du Séminaire de Notre-Dame tandis que 1914 est la date prévue de l'ouverture de la bibliothèque Saint-Sulpice . 
Plus qu'une véritable bibliothèque publique, l'institution est plutôt une bibliothèque privée de recherche, de type universitaire, accessible au public. Elle sert notamment à l'Université de Montréal, succursale de l'Université Laval jusqu’en 1919, lorsque celle-ci n'avait pas une offre de document suffisante pour satisfaire la communauté universitaire. La bibliothèque Saint-Sulpice est très populaire à ses débuts. De nombreux intellectuels de l’époque la fréquentent. Le conservateur Aegidius Fauteux s’affaire à monter une collection de grande qualité. Il se rend aux États-Unis et en Europe pour faire des achats massifs. Il établit également une politique d’achat locale. Pour s'assurer de la qualité de sa collection, Aegidius Fauteux acquiert des collections ayant appartenu à des personnalités bibliophiles telles que Louis-Joseph Papineau, Napoléon Bourassa, Louis-Hippolyte Lafontaine et Denis Benjamin Viger. Il développe aussi des collections spéciales réunissant entre autres, des manuscrits, des cartes géographiques, des photos et des gravures. Un service de circulation de livres est créé ce qui n’était pas prévu au départ. Au cours de cette période, le prêt de livres ne cesse d’augmenter. Il passe de 28 337 livres pour la période 1915-1916 à 70 996 pour les années 1924-1925. En s'inspirant des pratiques américaines, Fauteux dote la bibliothèque du système de classification décimale de Dewey en l'adaptant au contexte religieux québécois de l'époque et à la morale catholique. De plus, Fauteux décide que le catalogue imprimé annuel sera remplacé par un système de catalogage sur fiche, premier du genre au Québec. En plus de remplir ses rôles de recherche et de conservation, la bibliothèque avait aussi une vocation culturelle. En effet, on retrouvait des animations culturelles diverses dans la grande salle de spectacle située au sous-sol. En autres, il y avait des conférences données par des personnalités connues de l'époque et des expositions d'arts visuel présentant des artistes contemporains de l'époque.

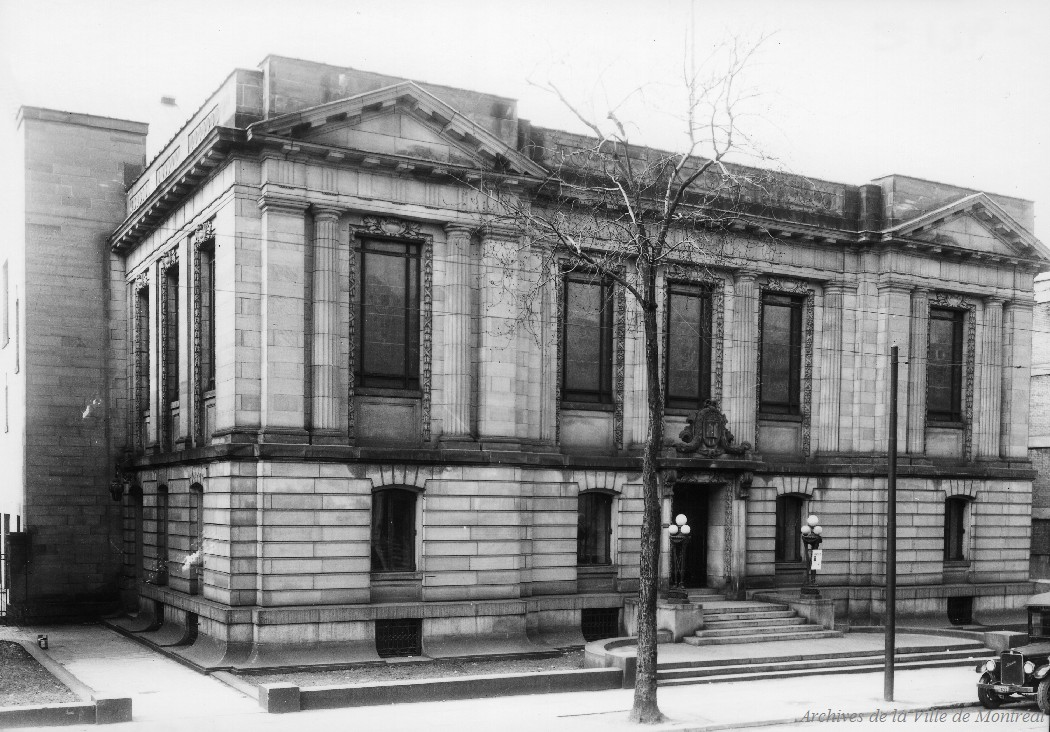
La bibliothèque en 1936.

À compter de 1925, les problèmes financiers commencent. Les Sulpiciens, qui administrent l’établissement, subissent d’énormes pertes à la bourse. Ils n’ont d’autres choix de réduire le personnel et les acquisitions. Dès 1926 la bibliothèque cesse le prêt de livres. En 1930, le conservatoire national de musique, qui occupait des locaux à la bibliothèque depuis 1928, fait une offre d’achat. Beaucoup de personnalités publiques de l'époque s’opposent à cette transaction qui n’aura finalement pas lieu. Le krach de 1929 aggrave davantage la situation financière des Sulpiciens qui n’auront d’autres choix de la fermer le 31 juillet 1931.

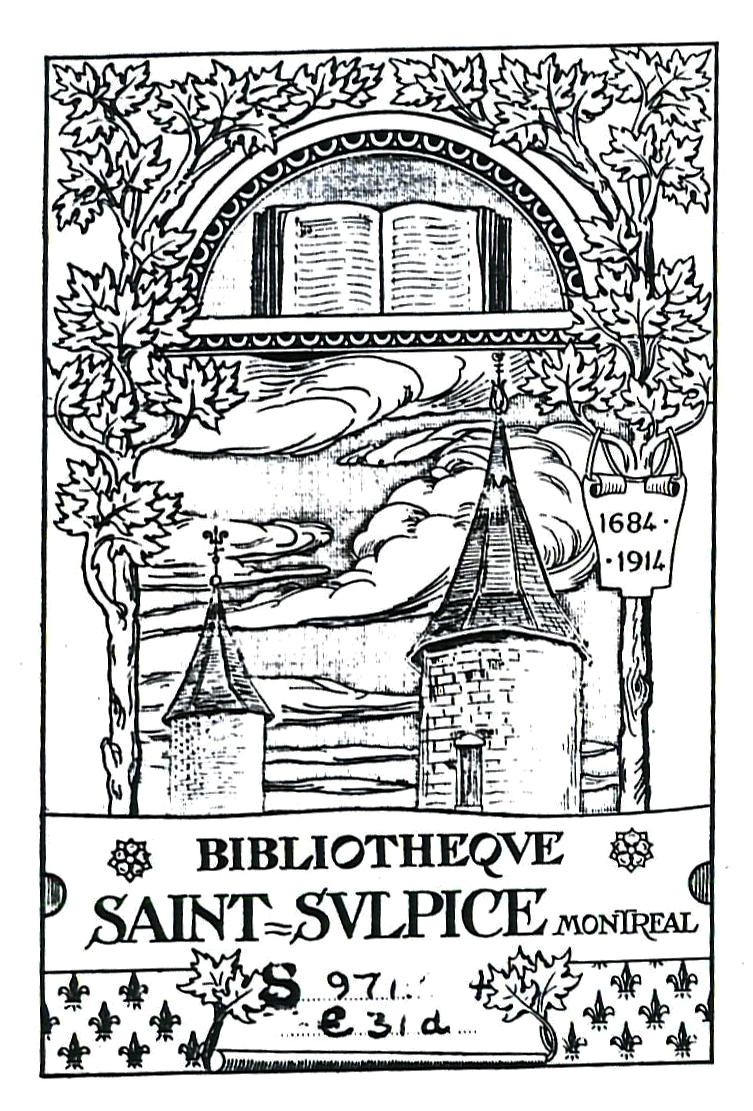
Ex-libris d'un livre de la collection Saint-Sulpice, présentant les vieilles tours du Fort de la Montagne sur le terrain du Grand séminaire de Montréal, rue Sherbrooke.

La bibliothèque est acquise en 1941 par le gouvernement québécois pour 741 000 $CA. Philippe Laferrière est alors le directeur de la bibliothèque. Ce qui équivaut aux taxes impayées des Sulpiciens à la ville de Montréal. Elle rouvre ses portes le 16 janvier 1944. À la collection Saint-Sulpice s'ajoutent alors d'autres documents formant la collection nationale. Après un départ timide, la bibliothèque Saint-Sulpice redevient populaire. Malgré ce succès plusieurs problèmes nuisent à son bon fonctionnement, notamment l’absence de vocation, le manque d’espace et de personnel. Après avoir exprimé à plusieurs reprises les problèmes de l’institution, le conservateur Damien Jasmin démissionne en 1963.  
Ce départ fait prendre conscience à l’État québécois l’importance qu’a la bibliothèque. Il procède dès lors à l’embauche de personnel qualifié et à la rénovation du bâtiment. En 1964, Georges Cartier devient le premier bibliothécaire professionnel à en devenir le conservateur. Georges Cartier travaille dès son entrée en poste à faire de la bibliothèque Saint-Sulpice une bibliothèque d'état. Le 7 décembre 1966, le gouvernement du Québec annonce par un communiqué qu'un projet de loi concernant la transformation de la bibliothèque Saint-Sulpice en bibliothèque d'état sera bientôt déposé. Le projet de loi 91 présenté par le ministre des Affaires culturelles, Jean-Noël Tremblay, est adopté le 10 août 1967. La loi est sanctionnée le 12 août 1967. Ainsi, la bibliothèque Saint-Sulpice devient Bibliothèque nationale du Québec en 1967. L'édifice est classé monument historique le 15 juillet 1988.  
Le projet de la Grande bibliothèque du Québec amène un transfert de la collection nationale dans le nouvel édifice du boulevard de Maisonneuve. L'édifice de la rue Saint-Denis, vide, est vendu en 2005 au coût de 2,5 M $ à l'Université du Québec à Montréal qui le met en vente deux années plus tard,. Une opposition à un transfert au privé d'un édifice patrimonial amène le gouvernement du Québec à racheter l'édifice au coût de 4,5 M $. En 2008, on cherche des partenaires pour déterminer son utilisation.

## Architecture
Le bâtiment qui est construit de 1912 à 1914 est le fruit d'une succession des projets présentés par l'architecte Eugène Payette. Le premier projet, non retenu, présentait un bâtiment à la façade avec des colonnes corinthiennes et au style classique. Le second ne fut pas retenu non plus. Le troisième projet qui est le bâtiment qu'il est possible de voir aujourd'hui est de style Beaux-Arts et est considéré comme un des meilleurs exemples de ce style à Montréal. L'édifice est composé de trois parties. La première partie au toit plat longe la rue Saint-Denis. La seconde patrie parallèle à la rue Saint-Denis avec un toit à pignon contient la salle de conférence et la salle de lecture. La troisième partie située à l’arrière avec toit plat contient les rayonnages des livres.

### Extérieur
L'extérieur est constitué de trois types de matériaux. La base des murs, les murets et le perron sont en granite gris de Stanstead. Les murs de la façade sont en pierre de grès de l'Ohio. Le reste des murs qui ne constituent pas la façade sont en brique.

### Intérieur
L'intérieur est de style Beaux-Arts. Les murs des salles accessibles au public sont en pierre de Caen et les autres pièces en brique vitrifiée. Les planchers sont en marbre gris de Missisquoi. Le grand escalier de l'entrée qui mène à la salle de lecture est en marbre blanc. La base des grands mobiliers est aussi constitué de cette pierre. Le chêne est le matériel privilégié pour le mobilier. Les lustres et autres quincailleries sont en bronze. Le fer sert pour les ornements qui pour la plupart portent le monogramme de la bibliothèque BBS.

## Après la Bibliothèque Saint-Sulpice

### Projet abandonné
Le 23 avril 2010, la ministre de la Culture, des Communications et de la Condition féminine, Mme Christine St-Pierre, annonce un accord de principe selon lequel le groupe Le Vivier, regroupant 27 organismes en musiques nouvelles, pourra utiliser la bibliothèque Saint-Sulpice pour en faire un lieu voué à la diffusion, à la création et à la recherche en musiques nouvelles et contemporaines,. Le gouvernement projette alors investir 5 millions de $CA pour y aménager une salle de spectacle de 400 places. Les premiers concerts étaient prévus à la saison 2012-2013. À l'étage il y aurait eu des ateliers pour artistes. Le projet n'a pas abouti.

### Mise en vente
En 2015, le gouvernement tente de vendre « Un immeuble connu et désigné comme étant le lot 2 161 477 du Cadastre du Québec, circonscription foncière de Montréal, ayant une superficie de 3 150,90 m2, avec bâtisse dessus construite. » Une opposition s'élève et la ministre de la Culture, Hélène David, annonce, l'annulation de la vente et la création d'un comité mixte avec la Ville de Montréal pour « analyser les opportunités permettant de faire revivre la bibliothèque Saint-Sulpice et d'assurer sa pérennité ». 

### Renaissance de la bibliothèque
Le 31 janvier 2016, le ministère de la Culture et des Communications du Québec (MCC) et la ville de Montréal annoncent que Bibliothèque et Archives nationales du Québec (BAnQ) aura le mandat de faire revivre la bibliothèque Saint-Sulpice. La bibliothèque est alors destinée à être un laboratoire d'innovation ainsi qu'une bibliothèque pour les adolescents. Le 21 juin 2017, il est annoncé que le consortium in situ + DMA a remporté le concours d'architecture pour la mise à niveau et la réhabilitation de l'édifice. Cet édifice prend le nom de BAnQ Saint-Sulpice, il est sous la responsabilité de la direction de la Bibliothèque Saint-Sulpice de BAnQ. L'ouverture de la bibliothèque, d'abord annoncée pour 2018, a été reportée au printemps 2019 puis repoussée à 2020 ou plus tard. Ce retard est causé par les soumissions reçues beaucoup trop élevées. Le bibliothécaire Benoit Migneault en est le directeur, chargé du projet.

### Nouvel abandon de projet
Au mois d'août 2020, la ministre responsable de la Culture et des Communications, Nathalie Roy, annonce que la bibliothèque Saint-Sulpice pourrait accueillir les archives des Sulpiciens et d’autres communautés religieuses, ce qui laisse entrevoir un changement de cap pour le projet de revitalisation tel que présenté par BAnQ. Le 26 octobre 2020, la ministre responsable annonce que le projet est suspendu et qu'un doute plane sur la réalisation du projet de revitalisation de BAnQ Saint-Sulpice,.
Quelques semaines après cette déclaration de la ministre, l'un des cofondateurs de la Fondation Jean-Paul Riopelle, Pierre Lassonde, affirme que Saint-Sulpice serait une option envisagée pour accueillir un espace Riopelle à la suite de l'annulation du projet d'une aile du Musée des beaux-arts de Montréal dédiée au peintre. Le 2 décembre 2020, le journal Le Devoir révèle que le projet est abandonné par le MCC et que à la suite des dépenses de plus de six millions de dollars, les trois responsables de la réouverture de la bibliothèque, à savoir le MCC, BAnQ et la Ville de Montréal, devront trouver une nouvelle vocation à l'immeuble abandonné depuis 2005. Un rapport en 2015 par Michelle Courchesne et Claude Corbo est déposé à la ministre de la Culture et des Communications et au Maire de Montréal sur une nouvelle vocation de l'immeuble. Cet abandon est définitivement entériné en mars 2021 en raison, selon la fondation Riopelle, d'absence d'un bâtiment supplémentaire permettant d'augmenter l'espace muséal. En mars 2021, plusieurs projets circulent notamment projet d'installation d'une Maison de la chanson et de la musique (MCM) est présenté par Monique Giroux et Luc Plamondon,,. Un intérêt semble démontré par la ministre de la Culture et des Communications

### Maison de la chanson et de la musique du Québec
En juin 2022, la ministre de la Culture et des Communications Nathalie Roy et le premier ministre du Québec François Legault font l'annonce de l'installation, pour 2026, de la Maison de la chanson et de la musique dans le bâtiment de la bibliothèque Saint-Sulpice. Ce projet porté par Monique Giroux et Luc Plamondon a pour but de créer un endroit consacré à la chanson et à la musique québécoise. Le projet se veut un vecteur pour la promotion de l'histoire de la chanson et de la musique québécoises. Cette mise en valeur sera faite par la diffusion d'archives manuscrites, sonores, numériques et visuelles représentant tous les styles et toutes les époques de musique. En plus de la promotion de l'histoire de la chanson et de la musique québécoises, la Maison de la chanson et de la musique du Québec sera aussi dotée d'espaces de création pour les artistes et d'une salle de concert. Le projet sera fait en partenariat entre l'OBNL Écho Sonore qui aura à sa charge la programmation des activités culturelles et BAnQ qui a déjà en sa possession plusieurs collections et fonds d'archives concernant la chanson et musique québécoise. Les travaux coûteront 50 millions de dollars pour convertir l'actuel bâtiment de la bibliothèque Saint-Sulpice en Maison de la chanson et de la musique du Québec. Une fois son ouverture en 2026, le fonctionnement de la Maison de la chanson et de la musique du Québec engendrera des coûts de 7 millions par années selon les estimations.